# خاقان كيليش
خاقان كيليش (بالتركية: Hakan Keleş)‏ هو لاعب كرة قدم تركي في مركز الوسط، ولد في 8 يناير 1972 في صقاريا في تركيا. لعب مع Edirnespor ‏.

## وصلات خارجية
- خاقان كيليش على موقع اتحاد تركيا (لاعب) (الإنجليزية)
- خاقان كيليش على موقع اتحاد تركيا (مدرب) (الإنجليزية)
- خاقان كيليش على موقع قاعدة بيانات كرة القدم.إي يو (الإنجليزية)
- خاقان كيليش على موقع عالم كرة القدم.نت (الإنجليزية)